# Palazzo Dolfin (Venezia)
Palazzo Dolfin è un palazzo di Venezia, ubicato nel sestiere di San Polo ed affacciato sul lato destro del Canal Grande, tra Palazzo Marcello dei Leoni e Palazzo Dandolo Paolucci.

## Architettura
Edificio di stile rinascimentale che mantiene alcuni elementi di stile gotico originali, ha la facciata sul Canal Grande e un lato che digrada verso la Calle del Traghetto Vecchio. Il pian terreno con portale d'acqua ad arco a tutto sesto collocato verso la parte destra, presenta il basamento in pietra diversamente da tutto il resto della struttura che è intonacata.
Il piano nobile vede una trifora con balconcino sulla sinistra e coppia di monofore sulla destra, tutte con archi a tutto sesto mentre il secondo piano, diviso da un sottile marcapiano, è composto da due coppie di monofore gotiche.